# Financial Intelligence Unit
Financial Intelligence Unit (FIU) ist die international gebräuchliche Bezeichnung für staatliche Dienststellen, die im Rahmen der Bekämpfung der Geldwäsche und der Terrorismusfinanzierung für Finanztransaktionsuntersuchungen zuständig sind. Gemäß internationalen und in der Regel davon abgeleiteten nationalen Regelungen erhalten die nationalen FIUs von Kreditinstituten und anderen Finanzintermediären Meldungen über verdächtige Finanztransaktionen. Die FIUs sind entweder selbst Strafverfolgungsbehörden oder arbeiten mit diesen und Finanzmarktaufsichtsorganen zusammen. Im Bereich der internationalen Kooperation sind die Arbeitsgruppe Financial Action Task Force on Money Laundering und die Egmont Group of Financial Intelligence Units von Bedeutung.

## Deutschland
Die Financial Intelligence Unit für Deutschland ist die Zentralstelle für Finanztransaktionsuntersuchungen. Sie wurde im Jahr 2001 gegründet und ist beim Bundeskriminalamt angesiedelt. Seit 2017 war sie als funktional eigenständige Dienststelle dem Zollkriminalamt angeschlossen und ist mittlerweile eine eigenständige Direktion (Direktion X) der Generalzolldirektion. Sitz der FIU ist Köln. Eine Razzia kurz vor der Bundestagswahl 2021 hat sie bekannter gemacht. Die Staatsanwaltschaft Osnabrück ermittelt gegen Beamte der FIU wegen des Verdachts der Strafvereitelung im Amt. Sie sollen Hinweise von Banken und Notaren wegen Geldwäsche pflichtwidrig nicht an Polizei und Justiz weitergeleitet haben. Deshalb könnten Ermittlungen verhindert worden sein.
Das Landgericht Osnabrück stufte im November 2022 die Durchsuchung der FIU unter mehreren Gesichtspunkten als rechtswidrig ein.

## Österreich
Österreichs Financial Intelligence Unit ist die Geldwäschemeldestelle (A-FIU). Sie ist die nationale Zentralstelle für die Entgegennahme und die Analyse von Meldungen über verdächtige Transaktionen oder von sonstigen Informationen, die im Hinblick auf Geldwäscherei oder Terrorismusfinanzierung relevant sind. Die Geldwäschemeldestelle ist im Bundeskriminalamt angesiedelt und damit Teil der österreichischen Sicherheitsbehörden.

## Liste nationalerFinancial Intelligence Units(Auswahl)
- Frankreich: Tracfin (Traitement du renseignement et action contre les circuits financiers clandestins)
- Irland: Garda National Economic Crime Bureau (GNECB)
- Italien: Unità di informazione finanziaria (UIF)
- Kanada: Financial Transactions and Reports Analysis Centre of Canada (FINTRAC)
- Niederlande: Fiscale Inlichtingen- en Opsporingsdienst (FIOD)
- Russland: Rosfinmonitoring (russisch Федеральная служба по финансовому мониторингу Federalnaja sluschba po finansowomy monitoringu)
- Schweiz: Meldestelle für Geldwäscherei
- Vereinigtes Königreich: National Crime Agency (NCA)
- Vereinigte Staaten: Financial Crimes Enforcement Network (FinCEN)
- Heiliger Stuhl: Finanzaufsichts- und Informationsbehörde (Autorità di Supervisione e Informazione Finanziaria (ASIF))